# Níquel 62
Níquel-62 es un isótopo de níquel que tiene 28 protones y 34 neutrones.
Es un isótopo estable, con la energía de enlace por nucleón más alta de cualquier núclido conocido (8.7945 MeV). A menudo se afirma que 56Fe es el "núcleo más estable", pero en realidad 56Fe solo tiene la menor masa por nucleón de los nucleidos. La  masa por nucleón menor del 56Fe es posible porque tiene 26/56 ≈ 46.43% de protones, mientras 62Ni tiene solo 28/62 ≈ 45.16% de protones. Los protones son menos masivos que los neutrones, lo que significa que la proporción mayor de  protones en 56Fe disminuye su masa por nucleón promedio de forma que no tiene efecto sobre su energía de enlace.

## Propiedades
La alta energía de enlace de los isótopos de níquel en general hace de este un "producto final" de muchas reacciones nucleares en todo el universo (incluyendo la captura neutrónica y da cuenta de la alta abundancia relativa de níquel, aunque la mayor parte del níquel en el espacio es el níquel-58 (el isótopo más común) y el níquel-60 (el segundo más común), con los  otros isótopos estables siendo bastante raros. Esto sugiere que la mayor parte de níquel se produce en supernovas en el proceso R de captura neutrónica por el níquel-56 inmediatamente después del colapso del núcleo de la estrella, con cualquier níquel-56 que se escapa de la explosión de la supernova descomponiéndose rápidamente en cobalto-56 y luego hierro-56 estable.

### Relación con el hierro-56
El segundo y el tercer núcleo más fuertemente enlazados son los de 58Fe y 56Fe, con energías de enlace por nucleón de 8.7922 MeV y 8.7903 MeV, respectivamente.
Como se señaló anteriormente, el isótopo 56Fe tiene la masa más baja por nucleón de cualquier núclido, 930.412 MeV/c2, seguido de 62Ni con 930.417 MeV/c2 y 60Ni con 930.420 MeV/c2. Esto no es una contradicción porque 62Ni tiene una mayor proporción de neutrones, que son más masivos que los protones.
Si nos fijamos sólo en los núcleos propiamente dichos, sin incluir la nube de electrones, 56Fe de nuevo tiene la menor masa por nucleón(930.175 MeV/c2), seguido de 60Ni (930.181 MeV/c2)y 62Ni (930.187 MeV/c2).
Los núcleos con la cuarta y quinta proporción nucleón/masa más bajo son los de  Cr-52 y Fe-58. [cita requerida]
El concepto erróneo de la mayor energía de enlace nuclear de 56Fe probablemente se originó a partir de la astrofísica. Durante la nucleosíntesis en estrellas la competencia entre la fotodesintegración y la  captura alfa hace que se produzca más 56Ni  que 62Ni (56Fe se produce después la capa de eyección de la estrella como decaimientos de 56Ni. El 56Ni es el producto final natural de la  quema de silicio] al final de la vida de una supernova, y es el producto de 14 capturas alfa en el proceso alfa que construye los elementos más masivos en pasos de 4 nucleones, a partir de carbono. El proceso alfa en la combustión de supernovas termina aquí debido a la energía mayor del  zinc-60, que sería el siguiente paso, después de la adición de otra partícula alfa. 
Sin embargo, la fusión de 28 átomos de níquel-62 en 31 átomos de hierro-56 libera 0,011 u de energía; Por lo tanto, el futuro de un universo en expansión sin desintegración de protones incluye estrellas de hierro en lugar de "estrellas de níquel".